# Geochelone
Geochelone é um gênero de tartarugas.
As tartarugas geochelone, também conhecidas como "tartarugas típicas" ou "tartarugas terrestres", podem ser encontradas no sul da Ásia e na África. Eles comem principalmente plantas.
O gênero consiste em duas espécies existentes:
- Tartaruga estrela indiana (G. elegans)

- Tartaruga estrela birmanesa (G. platynota)

Várias espécies de tartarugas foram recentemente removidas do gênero. Este táxon conforme definido anteriormente era "polifilético, representando pelo menos cinco clados independentes". Entre os gêneros criados a partir do desmembramento do geochelone, estão Aldabrachelys (das Seychelles e Madagascar), Astrochelys (Madagascar), Chelonoidis (América do Sul), Stigmochelys e Centrochelys (Africa), além do extinto Megalochelys. (southern Asia).

## Casca de "auto-correção"
A forma da carapaça da tartaruga estrela indiana assemelha-se a um gömböc, de forma convexa e tridimensional, permitindo que se vire facilmente quando deitada de cabeça para baixo.